# Polyrhachis tricuspis
Polyrhachis tricuspis är en myrart som beskrevs av Andre 1887. Polyrhachis tricuspis ingår i släktet Polyrhachis och familjen myror. Inga underarter finns listade i Catalogue of Life.